# Emily Post
Emily Post, nata Emily Price (Baltimora, 27 ottobre 1872 circa – New York, 25 settembre 1960), è stata una scrittrice, romanziera e socialite statunitense, fondatrice del The Emily Post Institute e famosa per aver scritto sull'etichetta.

## Biografia

### Primi anni e formazione
Emily Post è nata Emily Bruce Price a Baltimora, in Maryland, forse nel mese di ottobre 1872. La data precisa è sconosciuta. Suo padre era l'architetto Bruce Price, famoso per la progettazione di comunità di lusso. Sua madre Josephine (Lee) Price di Wilkes-Barre, in Pennsylvania, era la figlia di Washington Lee, un ricco barone del carbone e proprietario di una miniera in Pennsylvania. Dopo essere stata educata a casa nei suoi primi anni, la Price frequentò la scuola di perfezionamento di Miss Graham a New York dopo che la sua famiglia si era trasferita lì.

Dinitia Smith del The New York Times, nella sua recensione della biografia di Post del 2008 di Laura Claridge:
Emily era alta, carina e viziata. […] È cresciuta in un mondo di grandi tenute, la sua vita governata da rituali accuratamente delineati come il cotillion con le sue forme complesse e le sue danze, il Fan, Ladies Mocked, Mother Goose, richiamate in giri vertiginosi dal maestro di danza.
La Price incontrò il suo futuro marito, Edwin Main Post, un importante banchiere, ad un ballo in una villa sulla Fifth Avenue. Dopo il loro matrimonio nel 1892 e un viaggio di nozze in Europa, vissero a Washington Square a New York. Avevano anche un cottage di campagna, chiamato "Emily Post Cottage", a Tuxedo Park, che era uno dei quattro Bruce Price Cottages che aveva ereditato da suo padre. La coppia si trasferì a Staten Island ed ebbe due figli, Edwin Main Post Jr. (1893) e Bruce Price Post (1895).
Emily e Edwin divorziarono nel 1905 a causa delle sue relazioni con ragazze del coro e attrici alle prime armi, che lo resero bersaglio di ricatti.

### Carriera

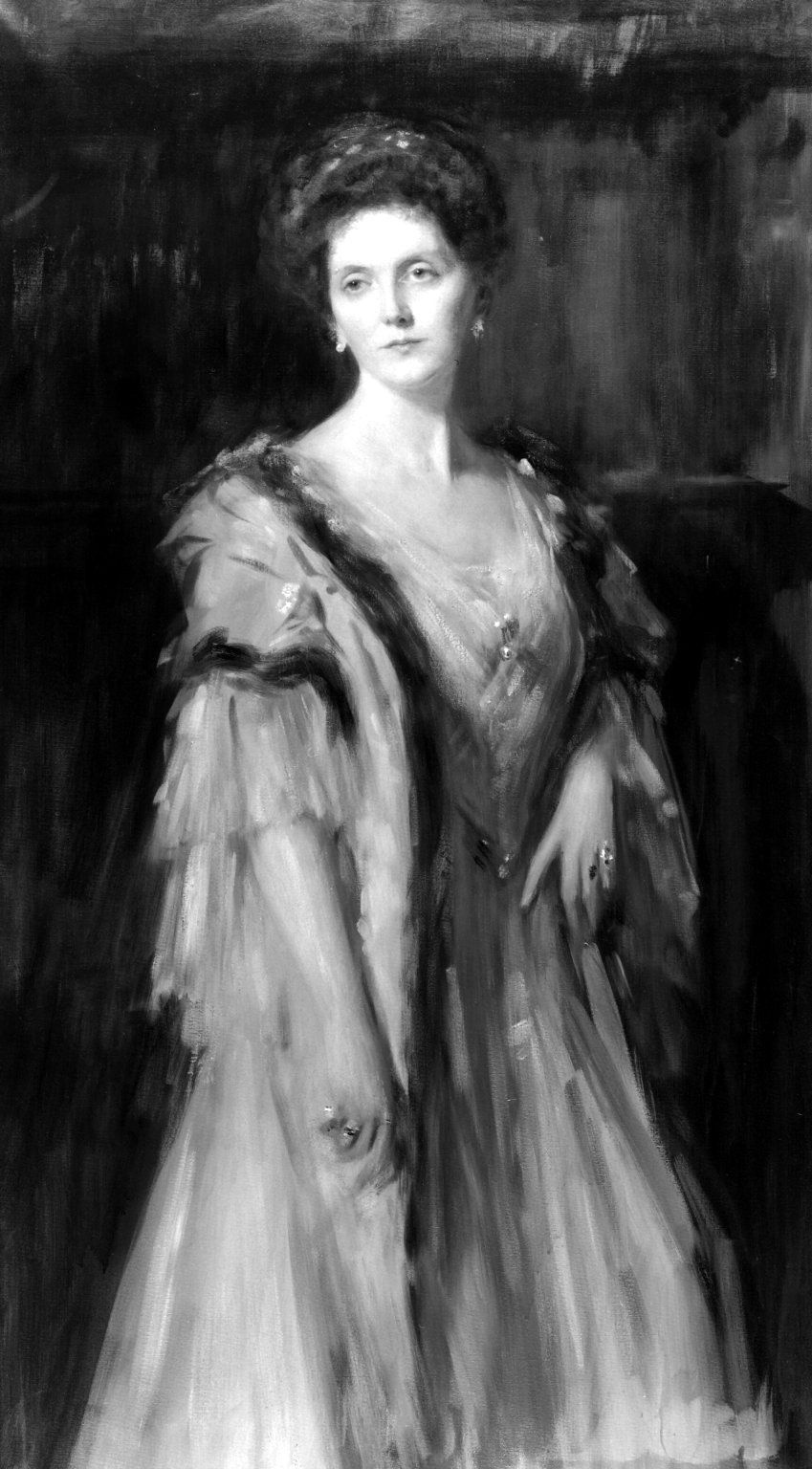
Ritratto di Emily Post, attualmente ospitato presso il Brooklyn Museum.

Cominciò a scrivere una volta che i suoi due figli erano diventati abbastanza grandi per frequentare il collegio. I suoi primi lavori comprendevano libri di viaggio umoristici, articoli di giornale su architettura e architettura d'interni e periodici di riviste per Harper’s, Scribner’s e The Century. Scrisse cinque romanzi: Flight of a Moth (1904), Purple and Fine Linen (1905), Woven in the Tapestry (1908), The Title Market (1909) e The Eagle's Feather (1910). Nel 1916 pubblicò By Motor to the Golden Gate, un racconto di un viaggio che fece da New York a San Francisco con suo figlio Edwin e un altro compagno.
Scrisse il suo primo libro sull'etichetta Etiquette in Society, in Business, in Politics, and at Home nel 1922, spesso citato come Etiquette, quando aveva 50 anni. Diventò un best-seller con numerose edizioni nei decenni successivi. Dopo il 1931 la Post parlò in programmi radiofonici e scrisse un articolo sul buon gusto per il Bell Syndicate. L'articolo apparve quotidianamente in oltre 200 giornali dopo il 1932.

Nella sua recensione della biografia di Claridge del 2008 della Post, Dinitia Smith del The New York Times spiega le chiavi della popolarità di Emily Post:
Libri del genere erano sempre stati popolari in America: l’esotico mix di immigrati e nuovi ricchi del paese era ansioso di adattarsi all’establishment. Bisognava insegnare agli uomini a non soffiarsi il naso nelle mani e a non sputare tabacco sulla schiena delle donne. Arthur M. Schlesinger, che scrisse “Learning How to Behave: A Historical Study of American Etiquette Books” nel 1946, disse che i libri di etichetta facevano parte del “processo di livellamento della democrazia”, un tentativo di risolvere il conflitto tra i diritti democratici ideali e la realtà di classe. Ma i libri di etichetta della Post andavano ben oltre quelli dei suoi predecessori. Si leggono come raccolte di racconti con personaggi ricorrenti, i Toplofty, gli Eminent, i Richan Vulgars, i Gildings e i Kindhart.
Nel 1946 la Post fondò l'Emily Post Institute, che continua il suo lavoro.

### Morte
Morì nel suo appartamento di New York nel 1960 all'età di 87 anni. È sepolta nel cimitero della St. Mary’s-in-Tuxedo Episcopal Church a Tuxedo Park, in New York.

## Eredità culturale
Un ritratto di Emily Post di Emil Fuchs (1906 circa) è nella collezione del Brooklyn Museum.
Frank Tashlin ha presentato la caricatura della Post che emerge dal suo libro di etichetta e rimprovera il re inglese Enrico VIII per la sua mancanza di buone maniere nel cartone animato Have You Got Any Castles? (1938).
Pageant nel 1950 l'ha nominata la seconda donna più potente d'America, dopo Eleanor Roosevelt.
Il 28 maggio 1998, lo United States Postal Service ha emesso un francobollo da 32¢ raffigurante la Post come parte della serie di fogli di francobolli Celebrate the Century.
Nel 2008 Laura Claridge pubblicò Emily Post: Daughter of the Gilded Age, Mistress of American Manners, la prima biografia completa dell'autrice.

## Annotazioni
1. ↑  I documenti principali sono in conflitto con la data di nascita che di solito forniva, 27 ottobre 1872. I documenti di sepoltura di suo fratello, William Lee Price, che morì in tenera età, danno le sue date dal 18 aprile 1873 al 6 dicembre 1875. Ma non può essere nato cinque mesi e 21 giorni dopo sua sorella. Che sia nata sei mesi dopo di lui è altrettanto improbabile. Quindi c'è qualcosa che non va e non è risolvibile dai registri primari. È meno probabile che un documento di sepoltura contemporaneo di un bambino di due anni abbia sbagliato l'anno di nascita piuttosto che un adulto abbia utilizzato una data di nascita errata.[2]